# Юнацький чемпіонат Європи з футболу (U-17) 2018
Чемпіонат Європи з футболу серед юнаків віком до 17 років 2018 року — сімнадцятий розіграш турніру (після зміни назви), який пройшов у Англії з 4 по 20 травня 2018 року. Переможцем втретє стала збірна Нідерландів, яка у фіналі у серії післяматчевих пенальті перемогла збірну Італії.

## Кваліфікація
Докладніше:
- Юнацький чемпіонат Європи з футболу (U-17) 2018 (кваліфікаційний раунд)

## Груповий раунд

### Група A
| Поз | Команда   | І | В | Н | П | ГЗ | ГП | РГ | О | Кваліфікація |
| --- | --------- | - | - | - | - | -- | -- | -- | - | ------------ |
| 1   | Італія    | 3 | 2 | 0 | 1 | 5  | 2  | +3 | 6 | Плей-оф      |
| 2   | Англія    | 3 | 2 | 0 | 1 | 4  | 3  | +1 | 6 | Плей-оф      |
| 3   | Швейцарія | 3 | 2 | 0 | 1 | 4  | 2  | +2 | 6 |              |
| 4   | Ізраїль   | 3 | 0 | 0 | 3 | 1  | 7  | −6 | 0 |              |

| 4 травня 2018 13:00 |

| Італія                    | 2:0      | Швейцарія |
| ------------------------- | -------- | --------- |
| - Греко 22' - Вергані 64' | Протокол |           |

| Сент-Джорджес Парк, Бертон-апон-Трент Глядачів: 488 Арбітр: Збинек Проске |

| 4 травня 2018 19:00 |

| Англія                        | 2:1      | Ізраїль                |
| ----------------------------- | -------- | ---------------------- |
| - Дойл 29' (пен.) - Дейлі 61' | Протокол | - Лугассі 40+1' (пен.) |

| Проакт Стедіум, Честерфілд Глядачів: 6 102 Арбітр: Халіл Умут Мелер |

| 7 травня 2018 12:30 |

| Швейцарія                      | 3:0      | Ізраїль |
| ------------------------------ | -------- | ------- |
| - Мамбімбі 10', 38' - Туші 47' | Протокол |         |

| Сент-Джорджес Парк, Бертон-апон-Трент Глядачів: 259 Арбітр: Юрі Фрішер |

| 7 травня 2018 15:00 |

| Англія                        | 2:1      | Італія         |
| ----------------------------- | -------- | -------------- |
| - Аппіа 64' - Дойл 69' (пен.) | Протокол | - Ріккарді 14' |

| Бескот Стедіум, Волсолл Глядачів: 7 159 Арбітр: Вільялмур Торарінссон |

| 10 травня 2018 19:00 |

| Швейцарія        | 1:0      | Англія |
| ---------------- | -------- | ------ |
| - Мамбімбі 40+1' | Протокол |        |

| Нью-Йорк Стедіум, Ротергем Глядачів: 6 146 Арбітр: Гораціу Феснік |

| 10 травня 2018 19:00 |

| Ізраїль | 0:2      | Італія                      |
| ------- | -------- | --------------------------- |
|         | Протокол | - Г'ябуаа 48' - Вергані 55' |

| Сент-Джорджес Парк, Бертон-апон-Трент Глядачів: 288 Арбітр: Тихомир Пеїн |

### Група B
| Поз | Команда    | І | В | Н | П | ГЗ | ГП | РГ | О | Кваліфікація |
| --- | ---------- | - | - | - | - | -- | -- | -- | - | ------------ |
| 1   | Норвегія   | 3 | 2 | 1 | 0 | 4  | 1  | +3 | 7 | Плей-оф      |
| 2   | Швеція     | 3 | 2 | 0 | 1 | 4  | 2  | +2 | 6 | Плей-оф      |
| 3   | Португалія | 3 | 1 | 1 | 1 | 4  | 1  | +3 | 4 |              |
| 4   | Словенія   | 3 | 0 | 0 | 3 | 0  | 8  | −8 | 0 |              |

| 4 травня 2018 13:00 |

| Португалія | 0:0      | Норвегія |
| ---------- | -------- | -------- |
|            | Протокол |          |

| Бескот Стедіум, Волсолл Глядачів: 463 Арбітр: Денніс Гіглер |

| 4 травня 2018 19:00 |

| Словенія | 0:2      | Швеція                   |
| -------- | -------- | ------------------------ |
|          | Протокол | - Гаммар 7' - Нюгрен 23' |

| Сент-Джорджес Парк, Бертон-апон-Трент Глядачів: 338 Арбітр: Роберт Гарві |

| 7 травня 2018 12:30 |

| Норвегія          | 2:1      | Швеція      |
| ----------------- | -------- | ----------- |
| - Рекдал 39', 69' | Протокол | - Гаммар 4' |

| Піреллі Стедіум, Бертон-апон-Трент Глядачів: 454 Арбітр: Гораціу Феснік |

| 7 травня 2018 15:00 |

| Словенія | 0:4      | Португалія                                         |
| -------- | -------- | -------------------------------------------------- |
|          | Протокол | - Коррея 17' - Сілва 35' - Рібейру 62' - Рамуш 79' |

| Проакт Стедіум, Честерфілд Глядачів: 553 Арбітр: Тихомир Пеїн |

| 10 травня 2018 13:00 |

| Норвегія               | 2:0      | Словенія |
| ---------------------- | -------- | -------- |
| - Корнік 32' - Ага 38' | Протокол |          |

| Стадіон Університет Лафборо, Лафборо Глядачів: 912 Арбітр: Роберт Гарві |

| 10 травня 2018 13:00 |

| Швеція         | 1:0      | Португалія |
| -------------- | -------- | ---------- |
| - Вікстрем 16' | Протокол |            |

| Піреллі Стедіум, Бертон-апон-Трент Глядачів: 953 Арбітр: Юрі Фрішер |

### Група C
| Поз | Команда              | І | В | Н | П | ГЗ | ГП | РГ | О | Кваліфікація |
| --- | -------------------- | - | - | - | - | -- | -- | -- | - | ------------ |
| 1   | Бельгія              | 3 | 3 | 0 | 0 | 7  | 0  | +7 | 9 | Плей-оф      |
| 2   | Ірландія             | 3 | 2 | 0 | 1 | 3  | 2  | +1 | 6 | Плей-оф      |
| 3   | Боснія і Герцеговина | 3 | 1 | 0 | 2 | 3  | 8  | −5 | 3 |              |
| 4   | Данія                | 3 | 0 | 0 | 3 | 2  | 5  | −3 | 0 |              |

| 5 травня 2018 12:30 |

| Данія                         | 2:3      | Боснія і Герцеговина               |
| ----------------------------- | -------- | ---------------------------------- |
| - Дюр 7' - Кіркебі 71' (пен.) | Протокол | - Мемишевич 47', 72' - Николич 76' |

| Стадіон Університет Лафборо, Лафборо Глядачів: 658 Арбітр: Юрі Фрішер |

| 5 травня 2018 17:45 |

| Ірландія | 0:2      | Бельгія                      |
| -------- | -------- | ---------------------------- |
|          | Протокол | - Сідібе 34' - Вертессен 68' |

| Стадіон Університет Лафборо, Лафборо Глядачів: 824 Арбітр: Вільялмур Торарінссон |

| 8 травня 2018 13:00 |

| Ірландія     | 1:0      | Данія |
| ------------ | -------- | ----- |
| - Парротт 5' | Протокол |       |

| Сент-Джорджес Парк, Бертон-апон-Трент Глядачів: 481 Арбітр: Збинек Проске |

| 8 травня 2018 19:00 |

| Боснія і Герцеговина | 0:4      | Бельгія                                                  |
| -------------------- | -------- | -------------------------------------------------------- |
|                      | Протокол | - Вертессен 17' - Мпіе 29' - Ранкич 63' (аг) - Лемон 79' |

| Нью-Йорк Стедіум, Ротергем Глядачів: 456 Арбітр: Денніс Гіглер |

| 11 травня 2018 13:00 |

| Боснія і Герцеговина | 0:2      | Ірландія                   |
| -------------------- | -------- | -------------------------- |
|                      | Протокол | - Парротт 69' - Айда 80+4' |

| Сент-Джорджес Парк, Бертон-апон-Трент Глядачів: 406 Арбітр: Халіл Умут Мелер |

| 11 травня 2018 13:00 |

| Бельгія    | 1:0      | Данія |
| ---------- | -------- | ----- |
| - Доку 30' | Протокол |       |

| Проакт Стедіум, Честерфілд Глядачів: 1 842 Арбітр: Збинек Проске |

### Група D
| Поз | Команда    | І | В | Н | П | ГЗ | ГП | РГ | О | Кваліфікація |
| --- | ---------- | - | - | - | - | -- | -- | -- | - | ------------ |
| 1   | Нідерланди | 3 | 3 | 0 | 0 | 7  | 0  | +7 | 9 | Плей-оф      |
| 2   | Іспанія    | 3 | 2 | 0 | 1 | 6  | 3  | +3 | 6 | Плей-оф      |
| 3   | Німеччина  | 3 | 1 | 0 | 2 | 4  | 8  | −4 | 3 |              |
| 4   | Сербія     | 3 | 0 | 0 | 3 | 0  | 6  | −6 | 0 |              |

| 5 травня 2018 15:00 |

| Німеччина | 0:3      | Нідерланди                               |
| --------- | -------- | ---------------------------------------- |
|           | Протокол | - Редан 18' (пен.), 39' - Саммервілл 41' |

| Бескот Стедіум, Волсолл Глядачів: 508 Арбітр: Тихомир Пеїн |

| 5 травня 2018 17:45 |

| Сербія | 0:1      | Іспанія      |
| ------ | -------- | ------------ |
|        | Протокол | - Гарсія 68' |

| Піреллі Стедіум, Бертон-апон-Трент Глядачів: 823 Арбітр: Гораціу Феснік |

| 8 травня 2018 13:00 |

| Сербія | 0:3      | Німеччина                       |
| ------ | -------- | ------------------------------- |
|        | Протокол | - Боздоган 18' - Даяку 24', 37' |

| Стадіон Університет Лафборо, Лафборо Глядачів: 1 038 Арбітр: Роберт Гарві |

| 8 травня 2018 19:00 |

| Нідерланди                   | 2:0      | Іспанія |
| ---------------------------- | -------- | ------- |
| - Редан 13' - Тенас 68' (аг) | Протокол |         |

| Піреллі Стедіум, Бертон-апон-Трент Глядачів: 1 378 Арбітр: Халіл Умут Мелер |

| 11 травня 2018 19:00 |

| Нідерланди        | 2:0      | Сербія |
| ----------------- | -------- | ------ |
| - Броббі 26', 55' | Протокол |        |

| Стадіон Університет Лафборо, Лафборо Глядачів: 1 186 Арбітр: Вільялмур Торарінссон |

| 11 травня 2018 19:00 |

| Іспанія                                                            | 5:1      | Німеччина         |
| ------------------------------------------------------------------ | -------- | ----------------- |
| - Гарсія 2' - Мортімер 15' - Баена 46' - Таїзі 65' - Гутьєррес 79' | Протокол | - Гарсія 68' (аг) |

| Бескот Стедіум, Волсолл Глядачів: 1 067 Арбітр: Денніс Гіглер |

## Плей-оф

### Чвертьфінали
| 13 травня 2018 14:00 |

| Італія       | 1:0      | Швеція |
| ------------ | -------- | ------ |
| - Вергані 4' | Протокол |        |

| Нью-Йорк Стедіум, Ротергем Глядачів: 1 061 Арбітр: Денніс Гіглер |

| 13 травня 2018 18:00 |

| Норвегія | 0:2      | Англія                    |
| -------- | -------- | ------------------------- |
|          | Протокол | - Данкан 14' - Амаечі 49' |

| Піреллі Стедіум, Бертон-апон-Трент Глядачів: 5 102 Арбітр: Юрі Фрішер |

| 14 травня 2018 13:00 |

| Бельгія                    | 2:1      | Іспанія    |
| -------------------------- | -------- | ---------- |
| - Вертессен 41' - Мпіе 49' | Протокол | - Баена 8' |

| Бескот Стедіум, Волсолл Глядачів: 891 Арбітр: Роберт Гарві |

| 14 травня 2018 19:00 |

| Нідерланди                                       | 1:1      | Ірландія                                  |
| ------------------------------------------------ | -------- | ----------------------------------------- |
| - ван Гелдерен 62'                               | Протокол | - Парротт 64'                             |
|                                                  | Пенальті |                                           |
| - Бюргер - Іхаттарен - Броббі - Ю.Тімбер - Редан | 5:4      | - Айда - Парротт - Мерфі - Найт - Томпсон |

| Проакт Стедіум, Честерфілд Глядачів: 673 Арбітр: Збинек Проске |

### Півфінали
| 17 травня 2018 13:00 |

| Італія                      | 2:1      | Бельгія         |
| --------------------------- | -------- | --------------- |
| - Г'ябуаа 31' - Вергані 71' | Протокол | - Вертессен 57' |

| Нью-Йорк Стедіум, Ротергем Глядачів: 2 429 Арбітр: Вільялмур Торарінссон |

| 17 травня 2018 19:00 |

| Англія                                                        | 0:0      | Нідерланди                                                     |
| ------------------------------------------------------------- | -------- | -------------------------------------------------------------- |
|                                                               | Протокол |                                                                |
|                                                               | Пенальті |                                                                |
| - Джон-Джульс - Дейлі - Сака - Ешбі-Гаммонд - Аппіа - Балогун | 5:6      | - Бюргер - Іхаттарен - Гендрікс - Тавшан - Ю.Тімбер - К.Тімбер |

| Проакт Стедіум, Честерфілд Глядачів: 7 952 Арбітр: Гораціу Феснік |

### Фінал
| 20 травня 2018 18:15 |

| Італія                     | 2:2      | Нідерланди                                 |
| -------------------------- | -------- | ------------------------------------------ |
| - Річчі 61' - Ріккарді 63' | Протокол | - Ю.Тімбер 46' - Броббі 74'                |
|                            | Пенальті |                                            |
| - Арміні - Вергані - Греко | 1:4      | - Бюргер - Іхаттарен - Ю.Тімбер - Гендрікс |

| Нью-Йорк Стедіум, Ротергем Глядачів: 4 612 Арбітр: Халіл Умут Мелер |